# Acontia sordescens
Acontia sordescens is een vlinder uit de familie van de uilen (Noctuidae). De wetenschappelijke naam van deze soort is voor het eerst voorgesteld als Thalpochares sordescens door Otto Staudinger in een publicatie uit 1895.
De soort komt voor in Turkije.